# Célestin Freinet
Célestin Freinet, född 15 oktober 1896, död 8 oktober 1966, var en fransk pedagog och hans idéer ligger till grund för Freinetrörelsen.
Internationellt sett är Freinet en av de stora pionjärerna inom den "moderna skolan", den aktiva och elevcentrerade arbetsskolan.